# Jonathan Garibaldi
Jonathan Mark Garibaldi – brytyjski naukowiec, profesor i szef School of Computer Science Uniwersytetu w Nottingham. 

## Życiorys
Dyplom Bachelor of Science z fizyki uzyskał z wyróżnieniem na Uniwersytecie w Bristolu w 1984. Następnie przeniósł się na Uniwersytet w Plymouth, gdzie najpierw uzyskał tytuł Master of Science z systemów inteligentnych (1991) a następnie doktoryzował się w 1997 na podstawie pracy dotyczącej inteligentnych technik radzenia sobie z niepewnością w ocenie wyników noworodkowych (ang. Intelligent Techniques for Handling Uncertainty in the Assessment of Neonatal Outcome). W Plymouth pracował jako research associate (1992–1999). Przez trzy lata (1999–2002) był też wykładowcą na Uniwersytecie De Montfort w Leicester.
Od 2002 pracuje w School of Computer Science na Uniwersytecie w Nottingham, gdzie w 2012 awansował na stanowisko profesora a w 2016 na szefa całej jednostki. Ponadto jest także szefem grupy badawczej Intelligent Modelling and Analysis (IMA) oraz dyrektorem-założycielem (wraz z prof. Richardem Emesem) Advanced Data Analysis Centre (ADAC).
W pracy badawczej specjalizuje się w obliczeniach inteligentnych, logice rozmytej, analizie danych, systemach wspomagania decyzji oraz modelowaniu ludzkiego rozumowania w niepewnych środowiskach, w szczególności w zastosowaniach medycznych.
Od 2017 jest redaktorem naczelnym czasopisma naukowego „IEEE Transactions on Fuzzy Systems". Prace publikował m.in. w „International Journal of Computer Vision", „PLOS ONE", „IEEE Transactions on Biomedical Engineering" oraz „Fuzzy Sets and Systems". 
Należy do IEEE (Instytutu Inżynierów Elektryków i Elektroników), gdzie posiada status senior member.